# Acroporium catharinense
Acroporium catharinense är en bladmossart som beskrevs av Aloysio Sehnem 1978. Acroporium catharinense ingår i släktet Acroporium och familjen Sematophyllaceae. Inga underarter finns listade i Catalogue of Life.